# Narek Aslanyan
Narek Aslanyan (in armeno Նարեկ Ասլանյան?; Erevan, 4 gennaio 1996) è un ex calciatore armeno, di ruolo centrocampista.

## Carriera

### Club
Ha giocato nella prima divisione armena.

### Nazionale
Ha giocato nelle nazionali giovanili armene Under-19 ed Under-21.
Nel 2017 ha esordito in nazionale maggiore.

## Statistiche

### Cronologia presenze e reti in nazionale
| Cronologia completa delle presenze e delle reti in nazionale ― Armenia | Cronologia completa delle presenze e delle reti in nazionale ― Armenia | Cronologia completa delle presenze e delle reti in nazionale ― Armenia | Cronologia completa delle presenze e delle reti in nazionale ― Armenia | Cronologia completa delle presenze e delle reti in nazionale ― Armenia | Cronologia completa delle presenze e delle reti in nazionale ― Armenia | Cronologia completa delle presenze e delle reti in nazionale ― Armenia | Cronologia completa delle presenze e delle reti in nazionale ― Armenia |
| Data                                                                   | Città                                                                  | In casa                                                                | Risultato                                                              | Ospiti                                                                 | Competizione                                                           | Reti                                                                   | Note                                                                   |
| ---------------------------------------------------------------------- | ---------------------------------------------------------------------- | ---------------------------------------------------------------------- | ---------------------------------------------------------------------- | ---------------------------------------------------------------------- | ---------------------------------------------------------------------- | ---------------------------------------------------------------------- | ---------------------------------------------------------------------- |
| 4-6-2017                                                               | Erevan                                                                 | Armenia                                                                | 5 – 0                                                                  | Saint Kitts e Nevis                                                    | Amichevole                                                             | -                                                                      | 70’                                                                    |
| Totale                                                                 |                                                                        | Presenze                                                               | 1                                                                      |                                                                        | Reti                                                                   | 0                                                                      |                                                                        |

## Palmarès

### Club

#### Competizioni nazionali
- Campionato armeno: 1

P'yownik: 2014-2015
- Coppa d'Armenia: 3

P'yownik: 2012-2013, 2013-2014, 2014-2015
- Supercoppa d'Armenia: 1

P'yownik: 2015